# Hannes Aigner (Kanute)
Hannes Aigner (* 19. März 1989 in Augsburg) ist ein deutscher Kanute.

## Laufbahn
Er begann 1997 mit dem Kanuslalom beim Augsburger Kajak-Verein. Aigner ist Sportsoldat bei der Sportfördergruppe der Bundeswehr und studierte Betriebswirtschaftslehre an der Universität Augsburg. Er lebt in Augsburg.
Im Jahr 2012 konnte sich Aigner gegen die nationale Konkurrenz durchsetzen und qualifizierte sich im Einer-Kajak für die Olympischen Sommerspiele 2012 in London (Großbritannien), wo er die Bronzemedaille gewann.
Neben seinen normalen Wettkampfrennen war Aigner im Jahr 2014 auch Teilnehmer des Dolomitenmann-Rennens und der Sickline-Weltmeisterschaft.
2016 konnte er sich erneut für die Olympischen Spiele in Rio de Janeiro qualifizieren und belegte dort den 4. Platz.  Bei den Weltmeisterschaften 2018 holte Aigner den Titel im Einer-Kajak (K1).
Bei den 2021 ausgetragenen Olympischen Spielen 2020 in Tokio gewann Aigner wie schon 2012 Bronze.
Bei den Olympischen Spielen 2024 in Paris fungiert er als Co-Kommentator bei ZDF-Übrtragungen seiner Sportart.

## Erfolge
2010
- Europameisterschaften: 2. Platz K1-Team
- Weltmeisterschaften: 1. Platz K1-Team

2011
- Weltmeisterschaften: 1. Platz K1-Team

2012
- Europameisterschaften: 3. Platz K1-Team
- Olympische Spiele: Bronze K1

2013
- Weltmeisterschaften:  5. Platz K1, 7. Platz K1 Team
- Europameisterschaften: 2. Platz K1 Team

2015
- Europameisterschaften: 1. Platz K1 Team, 14. Platz K1
- Weltmeisterschaften: 4. Platz K1 Team

2016
- Europameisterschaften: 3. Platz K1
- Olympische Spiele: 4. Platz K1

2018
- Weltmeisterschaften: 1. Platz K1, 5. Platz K1-Team